# Wilhelm Schäffer (Künstler)
Wilhelm Schäffer (* 19. Februar 1891 in Neckargartach; † 22. Dezember 1976 in Heilbronn) war ein bildender Künstler, Gründer und erster Vorsitzender der Künstlergilde Heilbronn. Er wurde mit der Goldenen Münze der Stadt Heilbronn ausgezeichnet, sein Nachlass befindet sich in der Städtischen Galerie. In Heilbronn ist auch eine Straße nach ihm benannt.

## Leben
August Wilhelm Schäffer war der Sohn des Eisenbahninspektors Wilhelm Schäffer und dessen Frau Sophie Caroline. Nach seiner Schulzeit am Realgymnasium in Heilbronn begann Schäffer zunächst eine Baufachlehre, brach diese jedoch 1908 zugunsten eines Studiums der Malerei an der Akademie der bildenden Künste in Stuttgart bei den Professoren Robert Poetzelberger und Christian Landenberger ab, wo er mit einem Preis für Aktstudium ausgezeichnet wurde. Im Ersten Weltkrieg war er ab 1914 Frontsoldat, ab 1917 als Offizier des 2. Reserve-Infanterie-Regiments 121. 1918 wurde er am rechten Arm schwer verletzt und mit der Goldenen Württembergischen Militärverdienstmedaille ausgezeichnet.
Nach 1919 war er erfolgreicher freier Künstler mit Ausstellungen in Heilbronn, Stuttgart, München, Berlin und Düsseldorf. 1920 war er Gründungsmitglied des Heilbronner Künstlerbundes. 1923 besuchte er nochmals eine Bildhauerklasse an der Stuttgarter Kunstakademie bei Alfred Lörcher und war Gründungsmitglied der Stuttgarter Sezession. 1928 fertigte er die Gedenktafel seines ehemaligen Regiments, die im April 1929 zunächst an der Friedenskirche angebracht, 1957 an der Nikolaikirche wiedereingeweiht wurde und sich heute im Kriegerdenkmal im Hafenmarktturm befindet.
1937 trat Schäffer der NSDAP bei. Studienreisen führten ihn in dieser Zeit nach Frankreich und Italien. 1940 wurde er nochmals zum Kriegsdienst einberufen und diente in Hildesheim und Braunschweig. Seine Wohnung in Heilbronn mit Atelier und Kunstwerken wurde 1944 beim Luftangriff auf Heilbronn zerstört.
1946 war er Gründer und erster Vorsitzender der Künstlergilde in Heilbronn, wo von 1956 bis 1976 zahlreiche Ausstellungen seiner Werke stattfanden. Noch als 65-Jähriger belegte er 1956 einen Kurs für Mosaik- und Sgraffito-Techniken, um sich auch auf dem Feld der Kunst am Bau betätigen zu können. 1957 gestaltete er ein Wandbild an der Goetheschule in Ludwigsburg. Ab 1963 hatte er einen Atelierraum im früheren Städtischen Krankenhaus in der Pestalozzistraße in Heilbronn. Bereits 1969 vermachte er seinen Nachlass den Städtischen Galerien.
Schäffer war seit 1924 mit Elise Klara Pauline Weber (1892–1975) verheiratet. Der Ehe entsprangen zwei Söhne: Sohn Arno (* 1925) wird seit 1945 vermisst, ein zweiter Sohn starb kurz nach der Geburt 1939. Wilhelm Schäffer starb nach kurzer Krankheit am 22. Dezember 1976.
Die Städtischen Museen Heilbronn würdigten ihn 1987 posthum mit der Ausstellung Spiegel eines Innenlebens. Außerdem ist in Heilbronn die Wilhelm-Schäffer-Straße nach ihm benannt und im Alten Neckargartacher Rathaus ist die Schäfferstube mit einigen seiner Werke eingerichtet. Weitere Werke von Wilhelm Schäffer befinden sich u. a. in der Württembergischen Staatsgalerie in Stuttgart, in der Galerie der Stadt Stuttgart und in den Städtischen Museen Heilbronn.